# Siêu đô la
Siêu đô la (tiếng Anh: superdollar, superbill hay supernote) là những tờ tiền giả 100 đô la Mỹ rất tinh vi mà theo chính phủ Mỹ là do các tổ chức và chính phủ chưa rõ danh tính tạo ra. Cái tên này bắt nguồn từ thực tế những tờ tiền giả này có chất lượng còn vượt qua cả tiền thật. Năm 2011 các nguồn của chính phủ nói rằng "những tờ tiền giả (này) được lưu hành toàn cầu từ cuối những năm 80 cho đến ít nhất là tháng 7 năm 2000" trong một phiên tòa dẫn độ. Nhiều tổ chức khác nhau đã bị tình nghi làm ra những tờ tiền này và các ý kiến quốc tế cũng rất khác nhau về nguồn gốc của chúng. Chính phủ Mỹ tin rằng rất có khả năng phần lớn những tờ tiền giả đã được sản xuất ở Bắc Triều Tiên. Hơn 35 triệu USD bằng tờ 100 đô la đã được làm ra bởi những tên tội phạm người Anh bị bắt giữ năm 2002. Các nguồn khác nhắc đến cả những băng nhóm tội phạm ở Iran, Nga, Trung Quốc hay Syria.
Có nhiều tờ tiền 100$ được lưu hành ở châu Á, nơi tiền đô thường được xem là an toàn để đầu tư hơn là tiền nội địa, hơn là ở Mỹ. Nhiều vụ bắt giữ tiền siêu đô la có dính dáng đến những người gốc Triều Tiên, Nga và Trung Đông.

## Các nguồn đã được xác nhận
Năm 2005, những tên tội phạm người Anh, Anatasios Arnaouti và 4 kẻ khác, đã bị buộc tội âm mưu sản xuất tiền giả ở Anh. Chúng đã bị bắt năm 2002 trong một chiến dịch có sự tham gia của Cơ quan Mật vụ Hoa Kỳ. Trong số tiền giả bị phát hiện có 3,5 triệu USD bằng tờ 100$ mà theo các chuyên gia của Ngân hàng Anh chúng được làm vô cùng tinh vi. Cảnh sát nói rằng "nguy cơ làm suy yếu nền kinh tế của Anh và Mỹ là rất lớn". Thợ in thừa nhận đã tạo ra 350.000 tờ 100$, tức 35 triệu USD, trong hơn 18 tháng. Băng nhóm này đã sử dụng các thiết bị có công xuất in 1 triệu bảng mỗi ngày và khoe rằng chúng đã in 500.000 USD tiền giả mỗi ngày.

## Những nguồn có thể

### Iran
Trước Cách mạng Hồi giáo năm 1979, Iran sử dụng kỹ thuật in chìm để in nội tệ, tương tự như Hoa Kỳ và các nước khác. Một số người suy đoán rằng Iran đã dùng kỹ thuật này để in siêu đô la.